# Theopompa borneana
Theopompa borneana es una especie de mantis de la familia Liturgusidae.

## Distribución geográfica
Se encuentra en Borneo y Malasia.